# Xeikh Said
|  | Per a altres significats, vegeu «Al-Xeikh Said». |

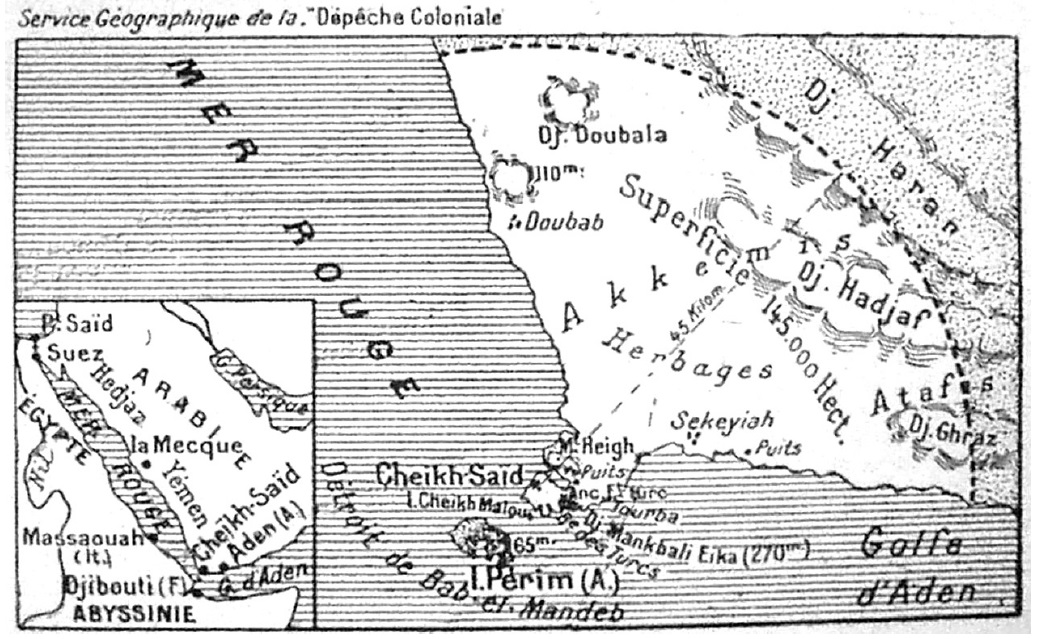
Mapa

Xeikh Said és un port del Iemen a l'estret de Bab el-Màndeb al nord del Petit Estret en un pujol (anomenat també Bab Iskandar) que domina l'illa de Perim. Agafa el nom del Xeic Said, la tomba del qual és a la part nord del promontori. Els erudits l'identifiquen amb la clàssica Ocelis o Acila que esmenten Plini el Vell i Claudi Ptolemeu i també el «Periple de la mar Eritrea».
El port hauria estat part de Qataban i més tard dels gebanites i finalment dels himiarites. Està vinculat a Mahra ibn Haydan ibn Amr ibn al-Haf, ancestre dels mahra. Modernament el sultà local va vendre la terra al francès Bertrand-François Mahé de la Borurdannais el 1734; Napoleó hi va voler enviar una guarnició i ho va proposar a Muhàmmad Alí Paixà d'Egipte, però no es va fer res fins que el 1838 el virrei egipci va decidir portar-ho a terme però els britànics s'hi van oposar. El 1857 els anglesos van establir una estació de carbó per vaixells a Perim. Una societat marsellesa va comprar altre cop la terra al sultà local Ali Tabat i la va restituir a la societat de Bab el-Màndeb el 1871. El 1881 el port fou ocupat pels otomans tot i les reclamacions franceses persistents, i el van fortificar. Fou bombardejat pels britànics el 1914 però els otomans, amb el suport (des de 1915) de l'imam zaydita Yahya ibn al-Mansur, van resistir i encara van bombardejar Perim i van tancar l'estret. Després de la retirada otomana i el final de la guerra (1918) el port va quedar dins l'imamat del Iemen.